# Філідор панамський
Філідо́р панамський (Automolus exsertus) — вид горобцеподібних птахів родини горнерових (Furnariidae). Мешкає в Центральній Америці. Раніше вважався конспецифічним з вохристогорлим філідором-лісовиком.

## Поширення і екологія
Панамські філідори мешкають на тихоокеанських схилах в Коста-Риці та на заході Панами (Чиріки). Вони живуть в густому підліску вологих тропічних лісів. Зустрічаються на висоті до 1000 м над рівнем моря.